# 烏泰納縣
烏泰納縣是立陶宛十个县份之一，位於該國東北部。面積7,191平方公里，人口130,613（2020年）。首府烏泰納。该县与白俄罗斯、拉脱维亚接壤。2010年7月1日，立陶宛撤销了县级行政机构，从此乌泰纳县仅保留为领土及统计单位。

## 市镇
乌泰纳县内有6个市镇：
- 阿尼克什奇艾區
- 伊格納利納區
- 莫萊泰區
- 烏泰納區
- 維薩吉納斯
- 扎拉賽區